# Brachystele camporum
Brachystele camporum är en orkidéart som först beskrevs av John Lindley, och fick sitt nu gällande namn av Rudolf Schlechter. Brachystele camporum ingår i släktet Brachystele och familjen orkidéer. Inga underarter finns listade i Catalogue of Life.